# Milieu Loeffler
Le milieu Loeffler est un milieu de culture enrichi, non sélectif et non différentiel, employé en microbiologie pour la culture des Corynébactéries et plus particulièrement du pathogène Corynebacterium diphtheriae, agent infectieux responsable de la diphtérie. Décrit en 1884 par F. Loeffler, il est toujours préconisé pour la préparation de cultures pures de C. diphtheriae exprimant le phénotype classique (granules métachromatiques de volutine (en), activités protéolytiques). Il fait partie des milieux cités par l'OMS pour le diagnostic biologique de la diphtérie, en évitant toutefois de l'appliquer à l'isolement primaire de C. diphtheriae dans les prélèvements cliniques du fait de son manque de sélectivité.

## Histoire
En 1883, T.A.E. Klebs décrit pour la première fois sur des cas humains le « bacille diphtérique », bactérie responsable de la diphtérie que l'on nommera plus tard Corynebacterium diphtheriae. L'année suivante, en 1884, F. Loeffler publie une monographie dans laquelle il décrit pour la première fois la culture des prélèvements suspects de diphtérie et ses difficultés : comme la gélose nutritive de R. Koch donne de mauvais résultats, favorisant la croissance des Streptocoques oraux aux dépens de celle des Corynébactéries, il la remplace par un milieu de sa composition à base de sérum et de bouillon de viande,.
Ce nouveau milieu fonctionne beaucoup mieux et va devenir l'un des outils de travail de Loeffler pour la suite de ses travaux sur la diphtérie. En 1887, associé à l'expérimentation animale et à la coloration au bleu de méthylène qui portera son nom, le milieu Loeffler fait partie des techniques qui lui permettent de distinguer pour la première fois C. diphtheriae des Corynébactéries non diphtériques (ou « diphtéroïdes »).
Plusieurs variations sont proposées par la suite. Une partie des travaux se concentre sur les moyens d'obtenir des préparations à la surface parfaitement lisse après coagulation : il s'agit d'éviter l'ébullition sans recourir à un appareillage spécifique, en utilisant seulement la chaleur d'un autoclave pour solidifier et stériliser le mélange. A.J. Hinkleman propose d'utiliser des tubes maintenus hermétiquement fermés pendant toute la durée de l'opération, sans commenter le risque d'explosion associé à une telle pratique. D'autres opérateurs décrivent des techniques de manipulation des autoclaves permettant de chauffer et refroidir les milieux très progressivement pour empêcher les bulles de se former,.
Les performances et la composition du milieu font l'objet d'autres études. L.S. Medalia et al. tentent d'améliorer la sélectivité en augmentant le pH, mais leur variante alcalinisée facilite à la fois la croissance des Corynébactéries et celle des Streptocoques. Sur la base d'un milieu à l'œuf décrit précédemment, T.C. Buck décrit une version alcalinisée enrichie d'œuf entier et d'extrait de cœur de bœuf avec une double dose de peptone et de glucose. Une étude relève la variabilité des performances d'un lot à l'autre et son impact sur le diagnostic microscopique, souligne l'importance de normaliser la préparation des milieux et de les tester avant usage, et introduit l'inoculation conjointe systématique des prélèvements sur un milieu sélectif au tellurite de potassium (en).
À partir de 1981, l'OMS décrit la préparation et l'utilisation du milieu Loeffler dans les éditions successives de sa documentation relative au diagnostic biologique de la diphtérie,,.

## Principe
Le milieu se compose essentiellement d'une base nutritive très riche constituée aux trois quarts (en volume) de sérum sanguin de bœuf et pour le reste d'un bouillon nutritif contenant de la peptone, de l'extrait de viande et du glucose.
Le chlorure de sodium augmente la pression osmotique au sein du milieu. Il n'y a pas d'agent gélifiant, notamment pas d'agar (il ne s'agit donc pas d'une gélose) : la solidification du milieu est réalisée par inspissation (en) (coagulation à chaud) du mélange riche en protéines provenant du sérum bovin.

## Composition
Pour 1000 mL de milieu :
- sérum de sang bovin : 750 mL
- bouillon glucosé : 250 mL d'une solution contenant, pour 1000 mL d'eau :
  - peptone (Tryptose ou autre) : 10 g
  - D-glucose : 5 g
  - chlorure de sodium : 5 g
  - extrait de viande : 3 g

Ajuster le pH à 7,1 ± 0,2 à 25°C (après coagulation).

## Variantes
Un autre milieu Loeffler est commercialisé, plus proche de la variante enrichie et alcalinisée de T.C. Buck. Sa composition est la suivante (pour 1000 mL de milieu) :
- sérum bovin : 70 g
- œuf lyophilisé : 7,5 g
- extrait de cœur de bœuf : 720 mg
- glucose : 710 mg
- peptone peptique de viande : 710 mg
- chlorure de sodium : 360 mg

Ajuster le pH à 7,6 ± 0,2 (après coagulation).

## Préparation
Mélanger trois parts de sérum avec une part de bouillon glucosé et bien homogénéiser. Répartir dans des tubes à bouchon vissant ou de petits flacons (bouteilles à bijoux ou flacons de McCartney). Disposer dans l'autoclave en position inclinée, de manière à ce que le milieu forme une pente étirée en hauteur dans les contenants. Autoclaver pendant 10 min à 100°C sous pression atmosphérique, puis de manière classique (15 min à 121°C – 15 psi).